# San Andrés Cholula
San Andrés Cholula är en ort i Mexiko.   Den ligger i kommunen San Andrés Cholula och delstaten Puebla, i den sydöstra delen av landet, 100 km öster om huvudstaden Mexico City. San Andrés Cholula ligger 2 141 meter över havet och antalet invånare är 80 118.
Terrängen runt San Andrés Cholula är en högslätt. Runt San Andrés Cholula är det mycket tätbefolkat, med 1 573 invånare per kvadratkilometer. Närmaste större samhälle är Puebla de Zaragoza, 9,7 km öster om San Andrés Cholula. Omgivningarna runt San Andrés Cholula är en mosaik av jordbruksmark och naturlig växtlighet.